# Evan Williams (político)
Evan Williams fue un político australiano, administrador de la Isla de Navidad y las Islas Cocos del 1 de noviembre del 2003 al 31 de octubre del 2005. El anterior administrador fue Bill Taylor desde 1999 hasta 2003.